# Navalcarnero
Navalcarnero är en stad och kommun i den autonoma regionen Madrid i centrala Spanien. Staden ligger på en höjd av 668 meter över havet, cirka 30 kilometer sydväst om centrala Madrid. Kommunen har 32 683 invånare (2024), på en yta av 100,22 km².

## Historia
Navalcarnero grundades vid slutet av 1499 av staden Segovia, för att få slut på konflikterna i området. Sedan 1480 (när de katolska monarkerna styrde över Sexmo de Valdemoro och Sexmo de Casarrubios), hade området mer och mer tagits i anspråk av vasaller tillhörande markisen av Moya och klosterpriorn (comendador) Gonzalo Chacón.
Den 10 oktober 1499 utsågs den första borgmästaren i Navalcarnero av de sex boende i Perales som hade grundat staden.

### Kommunkriget
Strax efter grundandet av Navalcarnero, omkring 1521, uppstod i Kastilien en betydande strid i försvaret av de kommunala rättigheterna, det så kallade comunerosupproret. Till försvar för Navalcarnero kom från Segovia stadsfullmäktigeledamoten och talesman för kommunrådet Alonso de Arreo.

### Stadsprivilegier
Navalcarnero låg under Segovias jurisdiktion från 1499 till 1627. Under denna period var det ständigt attacker från lokala adelsmän för att tillintetgöra Segovias bosättare. Fyra gånger blev byn nedbränd och åtskilliga fler gånger försökte man förstöra den med vapen. Staden Segovia påtog sig ansvaret att försvara Navalcarnero från första stund, och besvarade kraftfullt varje attack. Mot markisen av Moya och hans efterföljande, som gjorde anspråk på betesmarker vid Marimartín, låg staden i fejd för att försvara Navalcarneros gränser från stadens grundande till 1592. Mot kommendör Gonzalo Chacón och hans efterföljare, som ville lägga till sig resten av Navalcarneros mark, inklusive befolkning, hade staden en annan fejd som varade från stadens grundande till 1617. Båda striderna bekostades av Ciudad y Tierra de Segovia för att staden skulle bli kvar under Segovias jurisdiktion.
När de huvudsakliga striderna var till ända – 1592 med efterföljarna till markisen av Moya och 1617 med efterföljarna till Gonzalo Chacón – frigjorde sig befolkningen från staden Segovia genom att av kronan köpa sin egen jurisdiktion och göra sig till en oberoende stad. I Segovia mötte denna frigörelse stort ogillande och man kämpade tappert för att det inte skulle ske. Men Navalcarnero förnekade inte sina rötter och i stadens vapen ingår nu som en del Segovias vapensköld.

### Kungligt bröllop

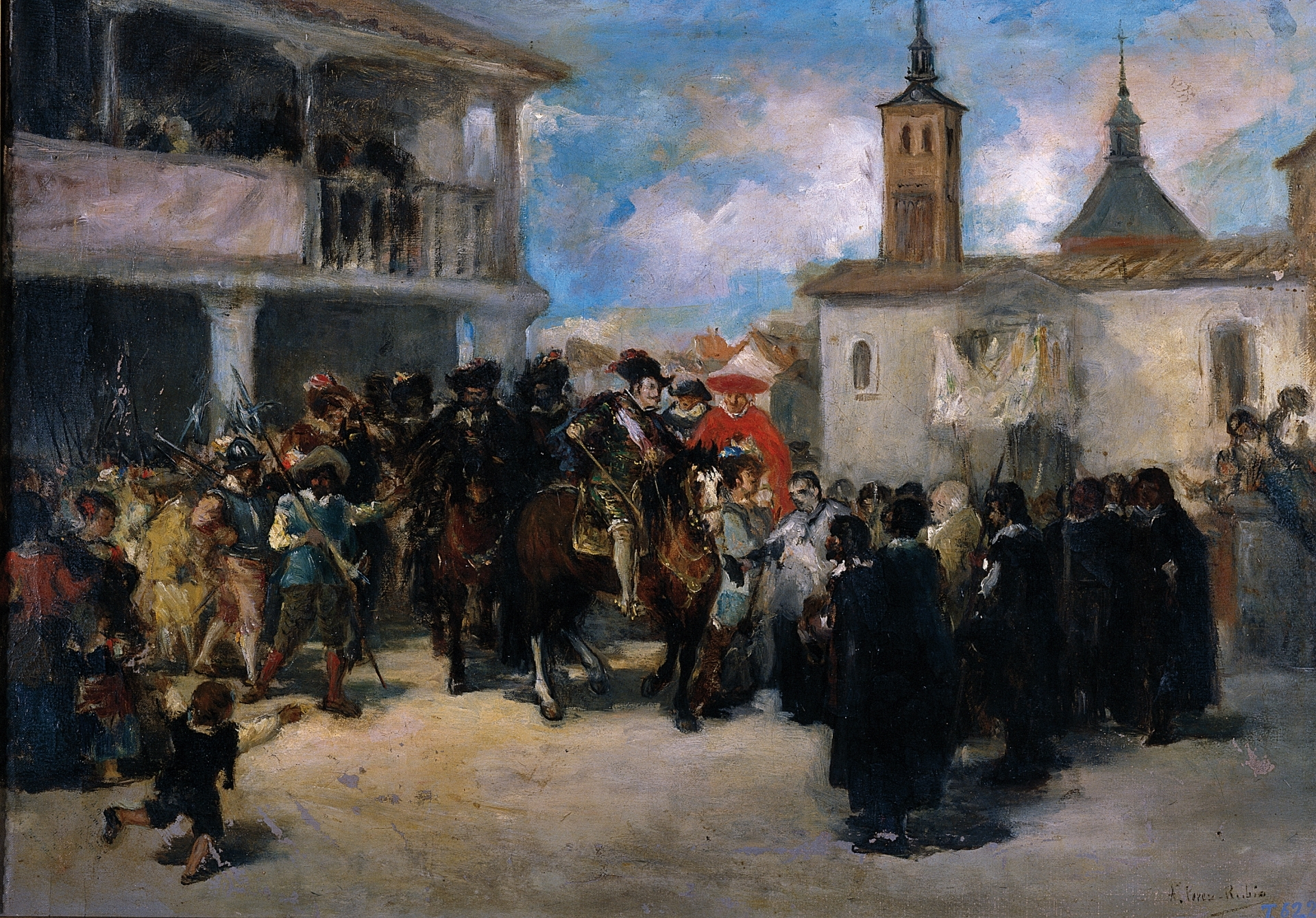
Filip IV i Navalcarnero.

Den 7 oktober 1649, blev Navalcarnero vittne till en viktig händelse: bröllopet mellan Filip IV av Spanien och hans systerdotter ärkehertiginnan Maria Anna av Österrike.
Filip IV:s tacksamhet gentemot Navalcarnero för att ha tagit del i hans kungliga bröllop och för att skapa ett minne därav utfärdades ett privilegium, daterat i Madrid den 4 juni 1651, där han gav staden ynnesten att kunna titulera sig "La Villa de Villa Real de Navalcarnero". Titeln "Villa" (stad) hade Navalcarnero redan fått 1627, då staden frigjordes från Segovia. Nu kunde staden, tack vare det kungliga bröllopet, lägga till ytterligare en titel "Villa Real" (kunglig stad).

### Spanska tronföljdskriget och självständighetskriget
I Spanska tronföljdskriget hjälpte Navalcarnero till med försörjningen av trupperna på Filip V:s sida efter order från Consejo de Castilla.
Staden hade också en viktig roll i spanska självständighetskriget, under vilket borgmästaren Antonio Celedonio Lorente skickade meddelande till Talavera, Trujillo, Badajoz och Sevilla den 2 maj 1808, om resningen i Madrid mot fransmännen, vilket slutade med att de slöt upp i försvaret av fosterlandet. På några få dagar beväpnade sig hela Extremadura för att bekämpa inkräktaren.

## Turism
Staden Navalcarnero är ett av de fem viktigaste turistmålet i Madridregionen (tillsammans med Alcalá de Henares, Aranjuez, Chinchón och El Escorial).
Kyrkan “Nuestra Señora de la Asunción” utsågs 1982 till historiskt-artistiskt monument. Torget intill kyrkan fick 2000 utmärkelsen “historiskt minnesmärke av kulturellt intresse”.  Stadens på så sätt uppmärksammade historiska centrum och även andra delar av betydelse från stadens historia har därmed kunnat räddas och bevaras.
Kyrkan, torget och närmaste omgivningen ger nu en betydande dragkraft åt turismen i staden.
Navalcarnero är känt för sitt traditionella kastilianska kök som serveras i många restauranger i staden.

### Sevärdheter
- Plaza de Segovia (Segoviatorget)
- Iglesia parroquial Ntra. Sra. de la Asunción
- Plaza de San José
- Puerta del sol - Monumento a Felipe IV
- Casa de la cadena
- Casa de la cultura
- Teatro municipal
- Monumento a los encierros
- Plaza de Alonso de Arreo
- Iglesia de Covadonga
- Museo del vino (Vinmuseet)

## Kommunikationer
Den viktigaste transportleden är motorvägen A-5 (autovia) från Madrid, men staden kan också nås med hjälp av vägarna:
- M-404 Chinchón
- M-600 El Escorial
- M-507 Cadalso de los Vidrios

Bussföretagen Blas y Cía och Cevesa förbinder Navalcarnero med närliggande städer inom Madridregionen.